# Metro Manila (filme)
Metro Manila é um filme de drama britânico de 2013 dirigido e escrito por Sean Ellis. Foi selecionado como representante do Reino Unido à edição do Oscar 2014, organizada pela Academia de Artes e Ciências Cinematográficas.

## Elenco
- Jake Macapagal - Oscar Ramirez
- Althea Vega - Mai Ramirez
- John Arcilla - Ong
- Erin Panlilio - Angel Ramirez
- Iasha Aceio - Baby Ramirez